# Péninsule de Shimokita

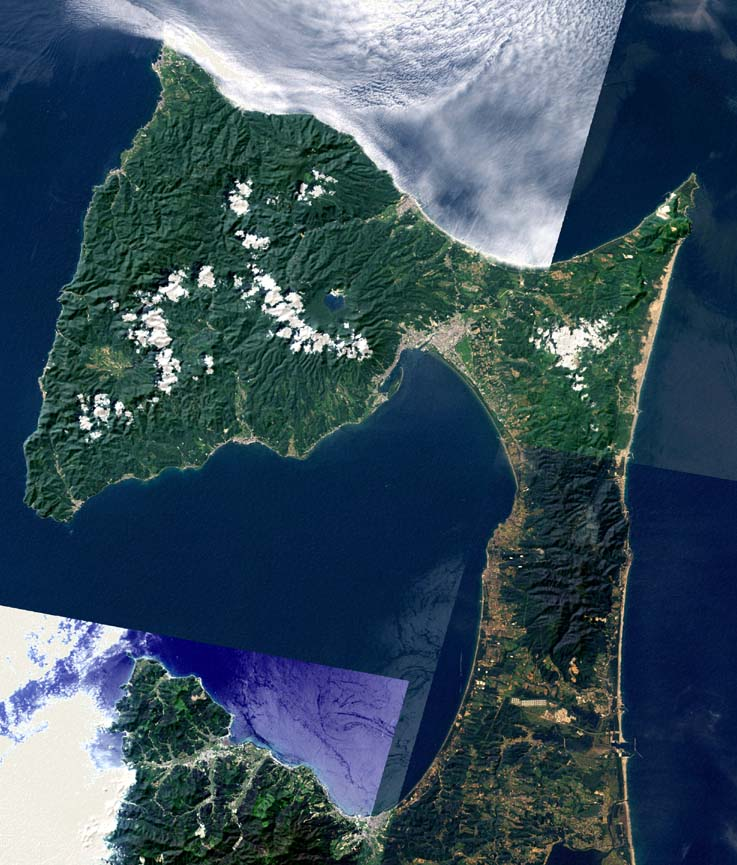
Image satellite de la péninsule de Shimokita.

La péninsule de Shimokita (下北半島, Shimokita-hantō) est le cap nord-est de l'île japonaise de Honshū, s'étendant en direction de Hokkaidō. Administrativement, le secteur est une partie de la préfecture d'Aomori.
De la forme d'une hache penchant vers l'ouest, la péninsule a un « manche de hache » mince reliant la « lame de hache » montagneuse au continent. La population est dispersée sur les côtes tandis que l'intérieur est pratiquement inhabité.
Shimokita est surtout connue comme le site du mont Osore, l'emplacement mythique de l'entrée des Enfers pour les Japonais. La vallée fertile de Yagen, connue pour ses sources thermales, est également située à Shimokita, de même que les Hotokegaura, des falaises façonnées par le vent et ressemblant au Bouddha, et le site nucléaire de Rokkasho.

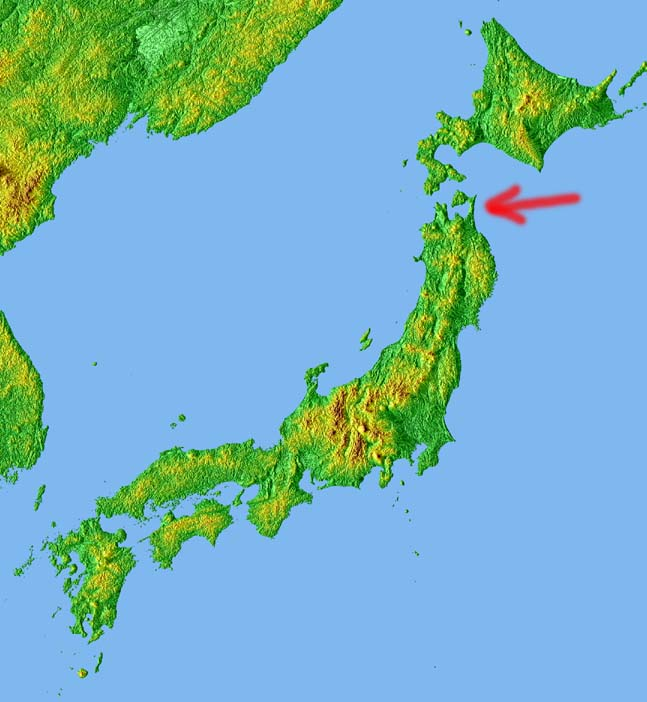
Localisation de la péninsule de Shimokita.